# Bill Thomas
Bill Thomas (Chicago, Estats Units 1921 - Beverly Hills 2000) fou un dissenyador de roba estatunidenc de pel·lícules, guanyador d'un premi Oscar.

## Biografia
Va néixer el 13 d'octubre de 1921 a la ciutat de Chicago, població situada a l'estat d'Illinois.
Va morir a la seva residència de Beverly Hills (Los Angeles, Califòrnia) el 30 de maig del 2000 a conseqüència d'una dolència cardíaca a l'edat de 78 anys.

## Carrera artística
Al llarg de la seva carrera participà en més de 150 produccions cinematogràfiques, destacant la seva col·laboració a The Prince Who Was a Thief (1951) de Rudolph Maté; Bronco Buster (1952) de Budd Boetticher; The World in His Arms (1952) de Raoul Walsh; Magnificent Obsession (1954), All That Heaven Allows (1955), Written on the Wind (1956) i Imitation of Life (1959), totes elles de Douglas Sirk; Touch of Evil (1958) d'Orson Welles; This Earth Is Mine (1959) de Henry King; Operation Petticoat (1959) de Blake Edwards; Espàrtac (1960) de Stanley Kubrick, per la qual guanyà el seu únic oscar al millor vestuari; The Parent Trap (1961) de David Swift; It's a Mad Mad Mad Mad World (1963) i El vaixell dels bojos (1965), ambdues de Stanley Kramer; The Americanization of Emily (1964) d'Arthur Hiller; La rebel (1965) de Robert Mulligan; Cat Ballou (1965) d'Elliot Silverstein; Mary Poppins (1964), The Love Bug (1968) i Bedknobs and Broomsticks (1971), ambdues de Robert Stevenson; The Gypsy Moths (1969) de John Frankenheimer; La fuga de Logan (1976) de Michael Anderson.

## Premis i nominacions

### Premis Oscar
| Any  | Categoria                       | Pel·lícula                                     | Resultat  |
| ---- | ------------------------------- | ---------------------------------------------- | --------- |
| 1960 | Millor vestuari - color         | Espàrtac juntament amb Arlington Valles        | Guanyador |
| 1960 | Millor vestuari - blanc i negre | Seven Thieves                                  | Nominat   |
| 1961 | Millor vestuari - color         | Babes in Toyland                               | Nominat   |
| 1962 | Millor vestuari - color         | Bon Voyage!                                    | Nominat   |
| 1963 | Millor vestuari - blanc i negre | Joguines a les golfes                          | Nominat   |
| 1965 | Millor vestuari - blanc i negre | El vaixell dels bojos juntament amb Jean Louis | Nominat   |
| 1965 | Millor vestuari - color         | La rebel juntament amb Edith Head              | Nominat   |
| 1967 | Millor vestuari                 | The Happiest Millionaire                       | Nominat   |
| 1970 | Millor vestuari                 | The Hawaiians                                  | Nominat   |
| 1971 | Millor vestuari                 | Bedknobs and Broomsticks                       | Nominat   |

### Premis Saturn
| Any               | Categoria       | Pel·lícula       | Resultat  |
| ----------------- | --------------- | ---------------- | --------- |
| Premi Saturn 1976 | Millor vestuari | La fuga de Logan | Guanyador |

### Premis del gremi de vestuari
| Any  | Categoria       | Resultat  |
| ---- | --------------- | --------- |
| 2006 | Saló de la fama | Guanyador |